# 船橋鉄道
船橋鉄道（ふなばしてつどう）は、大正初期に計画された軽便鉄道である。国鉄総武線（現：総武本線）の船橋駅と国鉄常磐線（現：常磐線）の柏駅とを結ぶ計画だった。軽便鉄道というのは軽便鉄道法に基づき出願されたため冠するようになったのであり、規格は国鉄の地方路線並であった。大正初期は、この軽便鉄道法とそれに付随する軽便鉄道補助法の制定を受け、軽便鉄道の出願が増加した。船橋鉄道もその影響を受け出願された。

## 成り立ち
船橋鉄道は、船橋町の商家と沿線の地主によって発起され、それを立憲政友会の地方政治家たちが支援した。しかし県営鉄道会計が破綻したため、政友会では経営の良好な県営軽便鉄道野田線（現：東武野田線）を民間に払い下げ、他路線を改良することが目的だった。船橋鉄道はその受け皿とするためのものとされる。
この両者間の差が、後に悪い方向へと導かれてゆくこととなった。

### 計画発起当初
1912年（大正元年）7月30日、船橋町の藤田栄一ら50名が発起人となり、船橋町と豊四季村柏の間を結ぶ軽便鉄道を出願した。13マイル10チェーンの蒸気動力によるもので、路線は国鉄船橋駅を起点に八栄村・鎌ケ谷村・風早村・土村・千代田村を経由し、豊四季村で国鉄常磐線を乗り越え柏駅で千葉県営鉄道野田線に接続するという現在の東武野田線とは東側にずれたルートであった。国鉄や千葉県営鉄道に直通させるため軌道幅は狭軌（1067mm）を採用。株式会社として本社は船橋町に置き、資本金40万円の計画であった。
申請書に署名した発起人は14名で、そのうち13名が沿線在住者、1名が東京市牛込区の住人（岡本文平）で主任技術者の地位の、いわゆる鉄道技術者であった。またそれに添付された発起人名簿には、政友会系県議を中心とした沿線地域外などの住人の名も書かれている。
また工事費用のうち車両費の割合が少ないという指摘を受けたが、収支概算書には資本金に対し1割の純益が見込まれていたためこのまま処理して差し支えないということとなった。

### 「船橋鉄道」設立
免許を受けたのは1913年（大正2年）4月10日で、1年後の1914年（大正3年）4月9日までに工事施工認可申請書を提出することとなった。しかし1914年（大正3年）1月27日、発起人のうち5人（岡本文平含む）が藤田栄一の部理代人委任契約の解除を求めて届けを提出、同年4月27日には残りの発起人のうち4人が続いて加わった。それに対し藤田栄一は同年5月20日に船橋町の創立事務所で発起人会を招集し、21人の脱退者と16人の除名者（岡田文平含む）が議決された。発起人数は最盛期の半分以下である25名にまで減少した。また排斥要求の対象となった創立委員長の藤田栄一は、この騒動の責任をとって辞任、船橋商業銀行頭取の岡田耕平が代わって就任した。
1914年3月25日、認可申請の期限切れが迫ったために急遽「工事施工認可申請期日延期願」を提出。期限を同年7月9日まで延長することを願い出た。その理由は、当初の予定線に対して更なる比較線を発見、また国鉄常磐線柏駅において県営野田線と直接連絡を図るために最善の方法を議論した結果複雑となり期間を要する、というものだった。同年5月27日、一日も早く創立総会を開くことでやむなく事情に迫ったとして延期の認可を懇請した。しかし認められなかったため同年6月4日に創立総会を強行。創立委員長の岡田耕平が社長に就任、その他取締役や監査役が決定した。
結局工事施工認可申請期限の延長が認められ、1914年6月24日に提出された。その後工事が難航しそうな箇所が多いことを理由に柏駅付近で国鉄常磐線を乗り越える跨線橋の建設が取り止められ、県営野田線と接続せずに柏駅の南側に駅を建設することとなった。途中の経由地も印旛郡白井村と千葉郡豊富村となり路線も14マイル64チェーンに改めることとなった。これによる工事方法書の修正申請は同年11月16日に行われた。同年12月22日に認可され、工事着手が決定した。
1914年12月27日、船橋町の大神宮客殿で第一回株主総会が開かれた。既に5月20日に半数以上の発起人が脱退または除名されているにも拘らず会社の設立を急いだため、架空の株式の払い込みをし、架空の資産を作り出す必要があった。この株主総会ではかなり曖昧な点がある。いろいろと工作がなされるが、結果として船橋鉄道の計画が困難な方向へと進んでゆくこととなる。ちなみに発起人脱退の理由は未だに分かっていないが、この株主総会で報告された創立総会の報告書や沿線の在住者が多いことから経路や停車場の位置などで揉めた可能性が高いとされている。

## 路線工事
1915年（大正4年）上半期の営業報告書では、八栄村高根のみ用地の価格協定が成立、豊富村の区間の工事に着手したということが報告された。更に同年下半期の営業報告書では続いて八栄村夏見、米ケ崎、金杉、二和、三咲、豊富村神保新田、大神保、八木ケ谷、白井村富塚、風早村藤ケ谷、藤ケ谷新田、塚崎、大島田、大井の土地価格協定が成立したこと、それ以外の土地はまだ交渉中のものと全然交渉しようとしないところがある、ということが報告された。要するに現在の船橋市内は全て用地を確保することが出来たが、現在の白井市内の用地がなかなか確保することができない状況である。
また工事も八栄村高根よりだんだんと北上してきたものの、まだ地価の協定が不成立の富ヶ沢（現在の白井市復字富ヶ沢、白井市に入ったばかりの土地）で歯止めをかけられた。そのため一旦前進を控えて施行完了部分の水路や踏切などの補修工事を行うに過ぎない、ということが報告された。
株式の第二回払込に関しては、数回督促しても払込が済んでいない株が多く未払いにせざるを得ない状況だった。未払いの株に対しては失権処分をすることとなっているが、払込の期限を1年延長して1916年（大正5年）5月末日とした。このことについて営業報告書はただの不況であるためと説明している。しかし社内が二派に対立していることから事業成算に疑問を持った株主が、株金の払いこみを躊躇ったことが本当の理由である。その結果、工事の進行するにあたって払込済の株だけでは足りないため、資金の借入を船橋商業銀行の頭取を兼ねる岡田耕平（社長）に委ねた。
1915年（大正4年）12月12日に第三回株主総会が開かれた。これに引き続き臨時株主総会も開かれ、取締役4名と監査役1名の辞任が審議された。理由は病気または高齢化である。社長岡田耕平は2名の取締役と1名の監査役を推薦するも応じず、1916年（大正5年）1月20日の定例重役会において重役が一人も出席しないという事態になった。

## 両者の対立
東京派は川島佐一を中心とする「川島派」と、それに対する岡田耕平を中心とする「地元派」の役員が対立し、結果的に会社は終焉を迎える。

### 東京派による不正行為暴露
同年6月11日に第五回株主総会が開かれ、川島佐一ら3名の東京派取締役（一部元重役）と2名の監査役が選出された。そのうち3名の取締役は責務を引き受ける条件として、不当であると判断されればすぐに改革をして、不正があればすぐに責任を明かすべきである、ということを求めた。それを岡田耕平社長は快諾した。その約束に基づき、1916年（大正5年）12月29日、岡田耕平は社長を辞任した。しかし、本人は川島派への引継ぎを嫌っていたため、社長を辞任した後も変わらず会社の主体となって主要な権限を手放さなかった。
そのうちに、東京派の取締役は同社の不正行為を1917年（大正6年）2月2日付の東京日日新聞にて暴露した。内容は、不当支出や建設費の未納を工作していたことである。建設費の大半が実際には支払われておらず、株金の払い込み額を水増しし、その分の架空支出項目を作り採算をつけていた。それだけでは足りずに岡田耕平が船橋商業銀行より借りた金額を、株式の払い込みに充てた。充てられたのは払い込み分の株金の半分であり、残りの半分は架空の融資によるものである。また岡田耕平は、東京市の住民2名からも金を借り、営業資金に充てていた。これらの事柄は東京派の役員によるものであるため視点が偏っているが、株金を工作することから始まり最終的に不況に陥った事実がこれにより明かされた。
このような暴露に至るまでの経緯がある。会社の立て直しを地元株主自らの手により行うことを決し、監査役の一人である島村治平と謀り3名の東京派取締役を解任させることを目的に臨時株主総会を招集。東京派はそのことを予め知っており、島村治平に説得をした。しかし効果はなく島村治平は地元派につき、それに止むを得ず東京派取締役は対抗したのである。
ちなみに船橋商業銀行はその後1918年（大正7年）初期に重役が投獄され、「任意解散」の形で営業を終了した。

### 暴露後の動き
新聞でこのことを暴露した当日、3名の東京派取締役は臨時株主総会により結局解任された。それに代わり地元派から3名の取締役を選出、そして検査役を設置しそれに藤田栄一元社長含む地元派3名を選出した。東京派は更にそれに対抗して千葉地裁で解任を無効にするための訴訟を起こす。1917年（大正6年）2月26日、原告である東京派が第一審判決で勝訴すると、地元派による現取締役3名を業務執行停止仮処分を千葉地裁に申請。これも同年7月19日に認められ、この後に予定していた臨時株主総会の招集は取り消された。
この判決以降も株金払い込みをめぐって両者間の対立は悪化した。同年8月27日、3名の地元派取締役が辞任。8月28日に新たな3名の地元派取締役が就任。しかしその中の一人である中田蔵之助は就任後に暴露の事実を知り立場を逆転させたため、藤田栄一ら地元派と対立するようになった。これを受けて藤田栄一らは新取締役を排斥するとともに更に新たな取締役を構成し、東京派との和解を目指した。

## 免許失効
このような対立の中で工事は進まず、また岡田耕平が社長を辞任してからそれに次ぐ社長がいないという事態となる。1916年（大正5年）9月29日、一年間の期間延長を申請。認められたものの結局工事は進まず、1917年（大正6年）11月17日に再度一年間の期間延長を申請。これも期間を半年に短縮されたが認められた。1918年（大正7年）4月11日、東京日日新聞が両派の和解を報道。短期間の内に完成するとして政府を煽り立て、同年5月1日に3度目の期間延長を願い出た。しかし5月8日、政府が却下し免許が失効されてしまい、船橋鉄道は挫折した。
船橋鉄道は、線路用地の代金を支払わずに工事を始めていたため、その後沿線の18名の地主は東京地裁へ損害賠償請求の訴訟を起こす。
この船橋鉄道に代わって、政治家達により北総鉄道（東武野田線の前身。1972年設立の北総鉄道とは別）を実現させてゆくこととなった。